# Siboglinum fiordicum
Siboglinum fiordicum är en ringmaskart som beskrevs av Webb 1963. Siboglinum fiordicum ingår i släktet Siboglinum och familjen skäggmaskar. Arten är reproducerande i Sverige. Inga underarter finns listade i Catalogue of Life.